# Ферате (Верчели)
Ферате је насеље у Италији у округу Верчели, региону Пијемонт.
Према процени из 2011. у насељу је живело 9 становника. Насеље се налази на надморској висини од 1151 м.